# Губернія
Губе́рнія — вища одиниця адміністративного поділу і місцевого устрою:
- Української Держави (1918),
- у Фінляндії (до 1997 року),
- у Російській імперії, яка з'явилася у XVIII столітті при Петрі I у процесі формування абсолютистської держави. Губернія (ляні) є також адміністративною одиницею Фінляндії. У деяких країнах губернії називають говерноратами.

## Губернії Української Держави

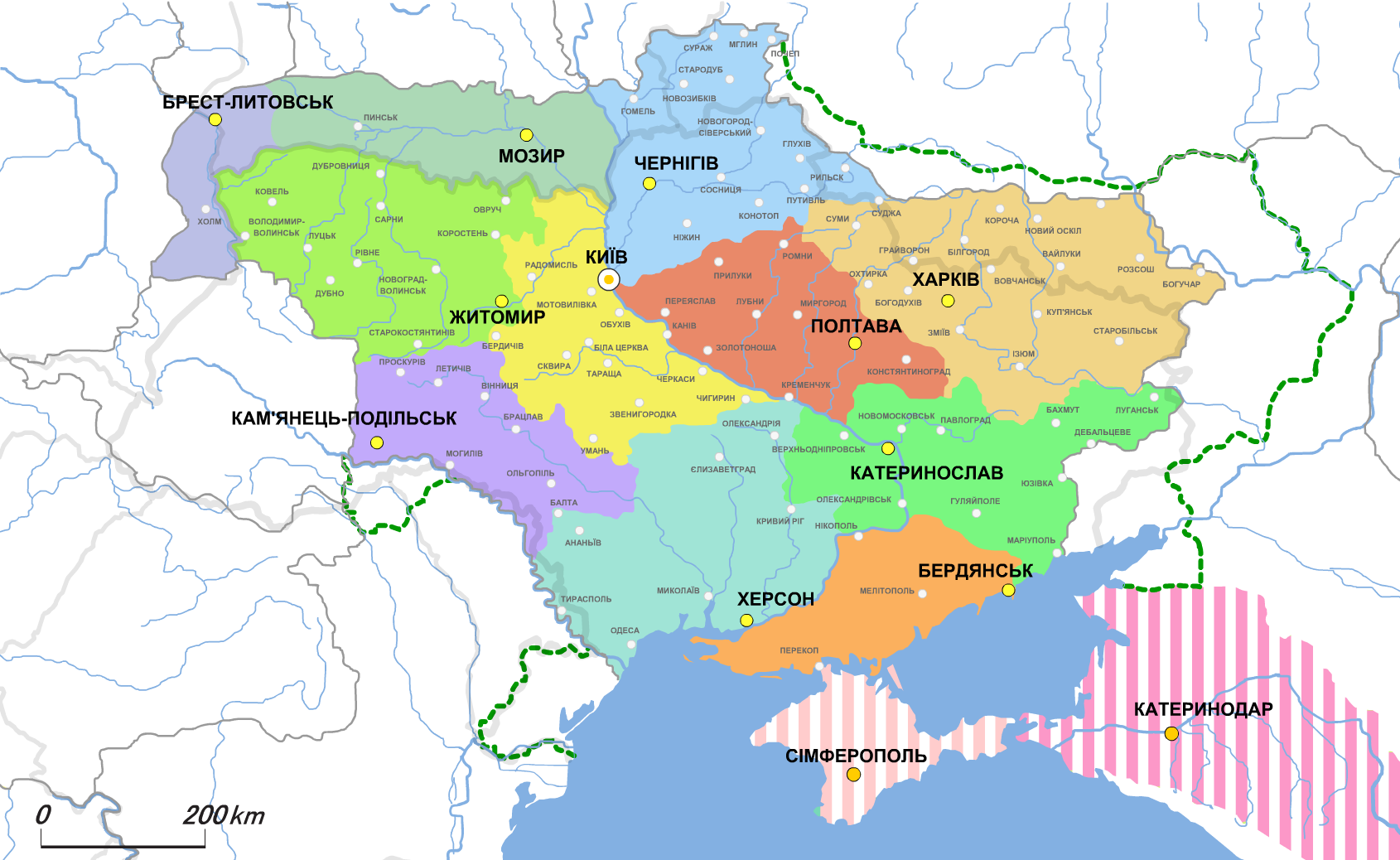
Адміністративно-територіальний поділ Української Держави. Зелена пунктирна лінія — територіальні претензії.

Уряд гетьмана Павла Скоропадського скасував адміністративно-територіальну реформу Центральної Ради й використовував старий адміністративно-територіальний поділ українських земель часів Російської імперії. Українська держава поділялася на 9 губерній і 2 округи.
| Територіальна одиниця                                                         | Центр               | Староста                                           |
| ----------------------------------------------------------------------------- | ------------------- | -------------------------------------------------- |
| Волинська губернія                                                            | Житомир             | Д. Андро                                           |
| Катеринославська губернія                                                     | Катеринослав        | І. Черников                                        |
| Київська губернія                                                             | Київ                | І. Чарторижський Павло Андріанов Федорченко Василь |
| Подільська губернія                                                           | Кам'янець-Подільськ | С. Кисельов                                        |
| Полтавська губернія                                                           | Полтава             | С. Іваненко Яновський Д. Г.                        |
| Харківська губернія                                                           | Харків              | Петро Заліський Шидловський Сергій                 |
| Херсонська губернія                                                           | Херсон              | Семен Пищевич                                      |
| Холмська губернія                                                             | Брест-Литовськ      | О. Скоропис-Йолтуховський                          |
| Чернігівська губернія                                                         | Чернігів            | М. Савицький Висоцький Микола                      |
| Поліська округа                                                               | Мозир               | Петро Патон                                        |
| Таврійська округа                                                             | Бердянськ           | Олександр Десницький                               |
| Кримський крайовий уряд                                                       | Сімферополь         | М. Сулькевич                                       |
| Кубанська Народна Республіка                                                  | Катеринодар         |                                                    |
| — вели переговори щодо приєднання до Української Держави на правах автономії. |                     |                                                    |

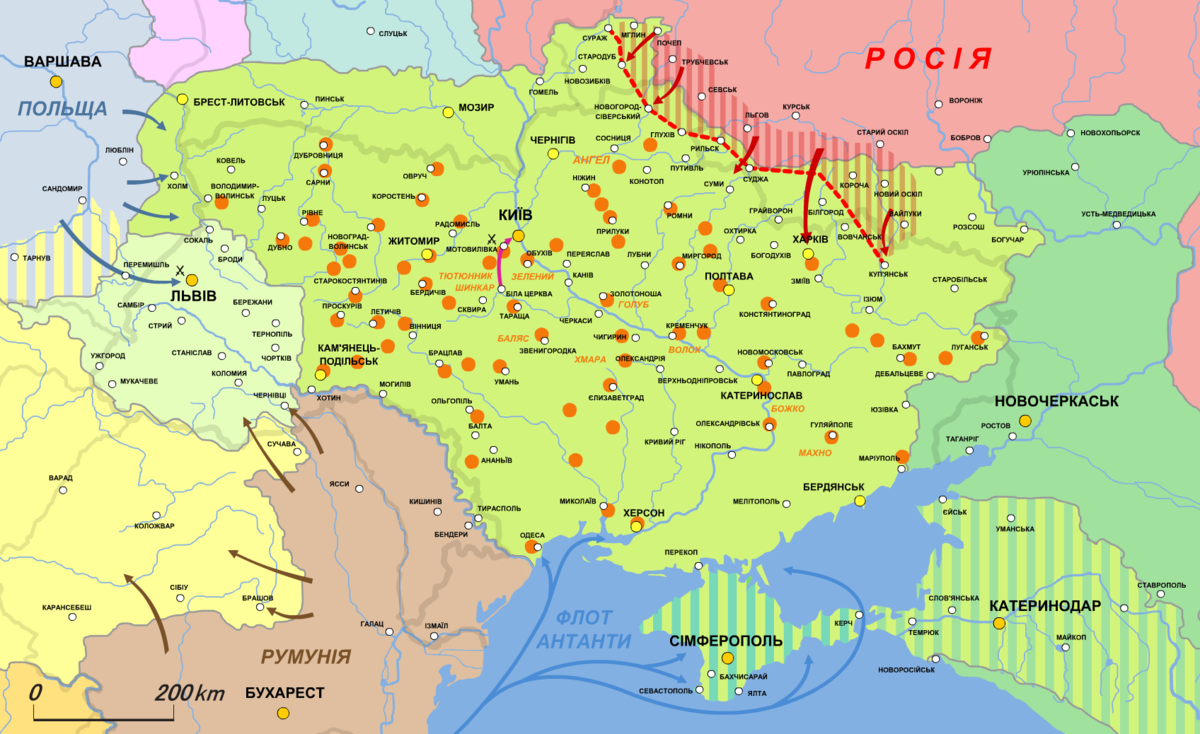
Українська держава (листопад — грудень 1918):
Антиурядові повстання.
Похід Директорії на Київ
Наступ поляків на Холмщину й ЗУНР
Наступ більшовиків на Східну Україну
Наступ румунів на Буковину

Губернії та округи очолювали старости, які керували з губернських міських центрів. Столицею було місто Київ.
З представниками Кримського крайового уряду та Кубанської народної республіки велися переговори про входження до складу Української держави на правах автономій.

## РФ

### Історія утворення
Указом Петра I від 18 (29) грудня 1708 року територія Російського царства була розділена на 8 губерній: Азовську, Архангелогородську (центр — Архангельський город), Інгерманландську (центр — Шліссельбург), Казанську, Київську, Московську, Сибірську (центр — Тобольськ), Смоленську. Губернії не поділялись на повіти, а складалися з міст і прилеглих до них земель, а також розрядів і приказів. У 1710–1713 роках вони були поділені на паї.
У 1710 році Інгерманландська губернія перейменована на Санкт-Петербурзьку, її центр перенесено до Санкт-Петербурга. У 1711 році центр Азовської губернії перенесено з Азова до Воронежа.

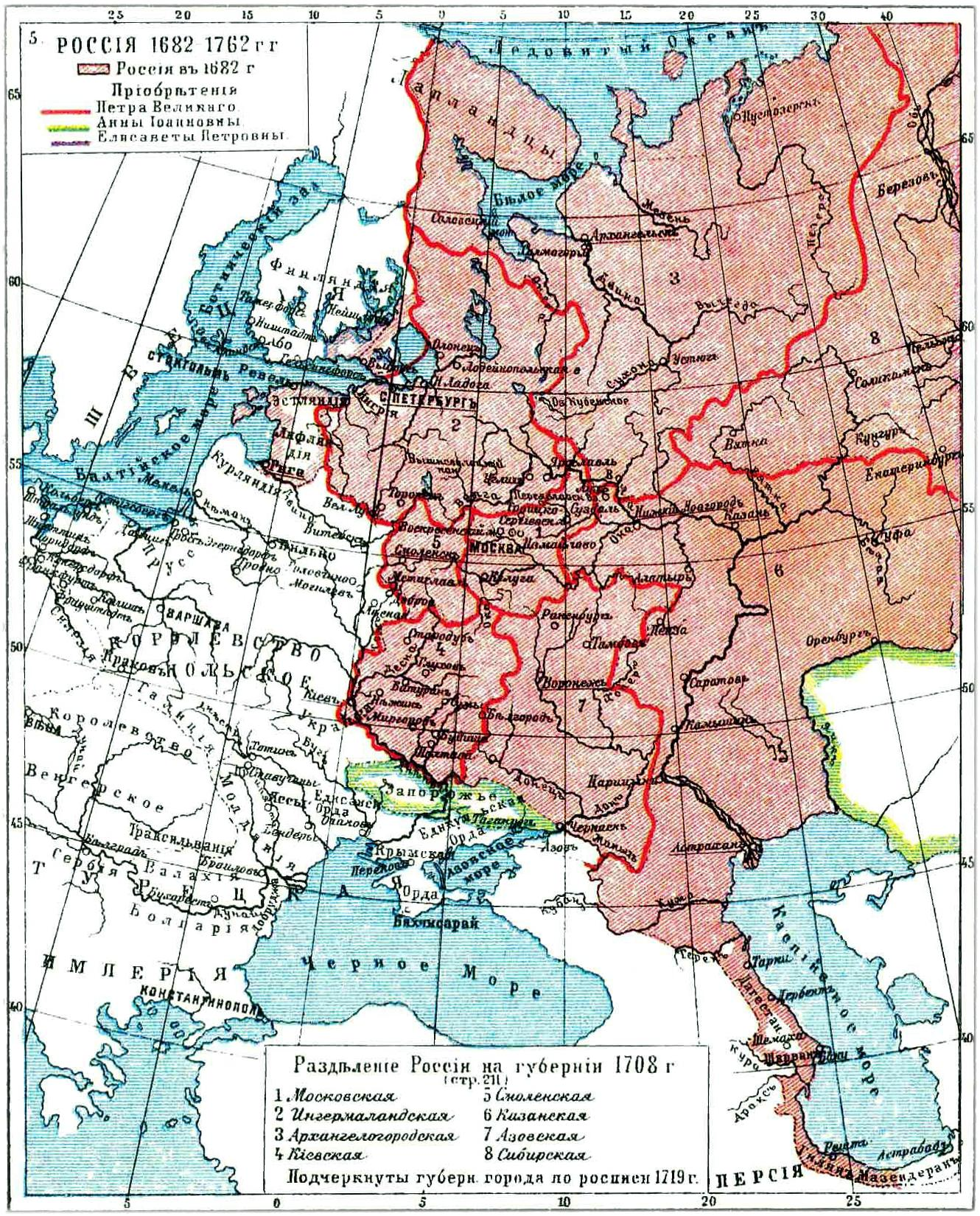
Поділ Російської імперії на губернії в 1708 році.

У 1713 році на знову приєднаних землях була створена Ризька губернія. У зв'язку з цим Смоленська губернія була скасована, а її територія розділена між Ризькою і Московською губерніями. 20 (31) січня 1714 року з північно-західних частин Казанської губернії була виділена Нижньогородська губернія (центр — Нижній Новгород), а 22 листопада (3 грудня) 1717 року з південної частини Казанської губернії створена Астраханська губернія, до якої ввійшли міста Астрахань, Симбірськ, Самара, Саратов, Царицин, Гур'єв, Терська область. У тому ж 1717 році Нижньогородська губернія була скасована, її територія знову ввійшла до Казанської.
Друга Петрівська реформа стала здійснюватися указом від 29 травня (9 червня) 1719 року. За цим указом були скасовані паї, губернії були поділені на провінції, а ті — на дистрикти; була відновлена Нижньогородська і створена Ревельська (на приєднаних землях у Прибалтиці) губернія. Астраханська і Ревельська губернії не ділилися на провінції, інші 9 губерній були поділені на 47 провінцій. На чолі губернії стояв губернатор, провінції — воєвода, дистрикту — земський комісар.
Замість 20 губерній до початку царювання Катерини II утворено 40 губерній із населенням 300—400 тисяч ревізьких душ в кожній (до кінця царювання за рахунок приєднаних територій була 51 губернія). Губернії об'єднувалися в намісництва (в основному по дві—три губернії), поділялися на округи або повіти з 20—30 тисяч душ (по 12—15 на одну губернію, всього було близько 500 повітів). Намісники і губернатори були підвідомчі Сенату і прокурорському нагляду, очолюваному генерал-прокурором. На чолі повіту стояв капітан-справник, який обирався раз на три роки повітовими зборами дворян. Найближчим помічником губернатора був віце-губернатор.
У XIX столітті відбувається розмежування адміністративно-територіальних організацій на 2 групи: на основній території Європейської Росії зберігається загальногубернська організація (у 60-ті роки — 51 губернія), на національних околицях створюються генерал-губернаторства (окрім Остзейського краю, до якого входило три губернії). Окрім цього, у другій половині XIX ст.—на початку XX ст. було створено 20 областей — адміністративних одиниць, які відповідають губерніям. Як правило, області розташовувались на прикордонних територіях. Продовжується подальша централізація і бюрократизація місцевого самоврядування. Відбувається спрощення місцевого апарату з посиленням його прямого підпорядкування особисто губернатору.
Реформи 1860—1870-х років, особливо земська, міська і судова, запроваджували початок виборного всестанового представництва в організацію місцевого управління і суду. Виборні органи земського самоврядування (у 34 губерніях) завідували місцевим господарством, у містах — міські думи і управи. Земська (1890) і міська (1892) контрреформи посилили станово-дворянське представництво в місцевому самоврядуванні і підпорядкування його адміністрації. Запровадження інституту земських начальників (1889) як носіїв дворянсько-поміщицького права з їх адміністративними, судовими і фінансовими функціями зводило нанівець селянське самоврядування.
Губернський апарат місцевого самоврядування залишався в силі до XX століття. Під час столипінської реакції (1907–1910) були відновлені надзвичайні методи управління. Посилилась роль поліцейських органів і станово-дворянських організацій (Рада об'єднаного дворянства). Після Лютневої революції 1917 року Тимчасовий уряд зберіг усю систему губернських закладів. Губернатори були замінені губернськими комісарами (у повітах — повітовими комісарами), проте з переважанням дворянсько-поміщицького складу. Одночасно з цим формувалася система Рад, яка протистояла місцевим владам Тимчасового уряду. Жовтнева революція, зберігши спочатку губернський поділ, ліквідувала весь старий губернський апарат і встановила нові органи радянської влади на чолі з губернськими виконкомами, яких обирали на губернському з'їзді Рад. Губернсько-територіальний поділ ліквідовано у 1924–1929 роках у зв'язку з районуванням СРСР і замінений поділом на області та краї, а пізніше й округи.
Кількість губерній Російської імперії в цілому швидко зросла в результаті розукрупнювальних реформ, які проводилися протягом XVIII століття. Вона досягала 51 в останній рік царювання Катерини II. Із приходом Павла I кількість губерній була скорочена до 42, але потім майже всі скасовані губернії були відновлені Олександром I. Надалі за рахунок знову приєднаних земель їх кількість зросла до 81.
У 1917 році розпочався процес роздроблення старих губерній і з'явилося кілька нових радянських губерній. Якщо в межах РРФСР у 1917 році їх було 56, то на початку 1922 року — 72. У 1923—1929 роках усі вони поступово були замінені «великими» областями держпланівської сітки, і загальна кількість одиниць головної ланки (нових областей і країв) скоротилася в 1930 році до 13.

### Список губернійРосійської імперіїіСРСР
- Або-Бйорнеборзька (1811—14.10.1920[4]), центр — Або (Турку)
- Августовська (23.02.1837—1866), центр — Ломжа (1837—1844), Сувалки (1844—1867)
- Азовська (18.12.1708—22.04.1725, 14.02.1775—30.03.1783), центр — Азов (18.12.1708—1711, 14.02.1775—30.03.1783), центр — Воронеж (1711—22.04.1725)
- Акмолінська (26.08.1920—15.08.1928), центр — Акмолінськ (1920—1921), Петропавловськ (1921—1928)
- Актюбінська (28.05.1921—18.06.1928), центр — Актюбінськ
- Алтайська (24.04.1917[5]—25.05.1925), центр — Барнаул
- Амурська (1920—4.01.1926, до 1922 в складі Далекосхідної республіки), центр — Благовєщенськ
- Архангелогородська (18.12.1708—25.01.1780), центр — Архангельськ
- Архангельська[4] (26.03.1784—14.01.1929), центр — Архангельськ
- Астраханська (22.11.1717—5.05.1785, 12.12.1796—21.5.1928), центр — Астрахань
- Бакинська (2.12.1859—27.04.1920), центр — Баку
- Бессарабська (28.10.1873—27.11.1918), центр — Кишинів
- Бєлгородська (1.03.1727—23.05.1779), центр — Бєлгород
- Білоруська (12.12.1796—11.03.1802), центр — Вітебськ
- Брацлавська (13.04.1793—1796), центр — Брацлав, Вінниця (тимчасово)
- Брянська (1.04.1920—14.01.1929), центр — Брянськ
- Букеєвська (1.07.1917—6.06.1925), центр — Урда
- Вазаська (1811—14.10.1920[4]), центр — Ваза
- Варшавська (23.02.1837—18.03.1921[6]), центр — Варшава
- Виборзька (1744—1802, 1811—14.10.1920[4]), центр — Виборг
- Віленська (14.12.1795—6.02.1797, 9.09.1801—18.03.1921[6][7]; у 1801—1840 — Литовсько-Віленська), центр — Вільно
- Вітебська (11.03.1802—24.03.1924[8]), центр — Вітебськ
- Владимирська (1778—14.01.1929), центр — Владимир
- Вознесенська (1795—1797), центр — Вознесенськ, Новомиргород (тимчасово)
- Волинська[6] (1.05.1795—31.07.1925), центр — Новоград-Волинський (1795—1804), Житомир (1804—1925)
- Вологодська (12.12.1796—14.01.1929), центр — Вологда
- Воронезька (22.04.1725—14.05.1928), центр — Воронеж
- В'ятська (11.09.1780—14.01.1929), центр — В'ятка
- Гандижанська (1918—27.04.1920), центр — Гянджа
- Гомельська (11.07.1919—6.12.1926), центр — Гомель
- Гродненська (9.09.1801—18.03.1921[6][7]), центр — Гродно
- Грузино-Імеретинська (1840—14.12.1846), центр — Тіфліс
- Грузинська (9.09.1801—1840), центр — Тіфліс
- Дербентська (14.12.1846—30.05.1860), центр — Дербент
- Джетисуйська (27.10.1924—18.06.1928, в складі Киргизької АРСР), центр — Алма-Ата
- Донецька (16.04.1920—31.07.1925), центр — Бахмут
- Еріванська (9.06.1849—29.11.1920), центр — Ерівань
- Естляндська (12.12.1796—2.02.1920[9]), центр — Ревель
- Єкатеринбурзька (15.07.1919—12.11.1923), центр — Єкатеринбург
- Єлизаветпольська (19.02.1868—1918, перейменована на Гандижанську), центр — Єлизаветполь
- Єнісейська (12.12.1822—25.05.1925), центр — Красноярськ
- Забайкальська (1920—4.01.1926), центр — Чита
- Запорізька (23.03.1921—21.10.1922), центр — Запоріжжя
- Іваново-Вознесенська (20.06.1918—14.1.1929), центр — Іваново-Вознесенськ
- Ізяславська (13.04.1793—1.05.1795), центр — Ізяславль
- Інгерманландська (1708—1710, перейменована на Санкт-Петербурзьку), центр — Шліссельбург
- Іркутська (19.10.1764—1783, 12.12.1796—28.06.1926), центр — Іркутськ
- Кавказька (1785—1796, 15.11.1802—24.07.1822), центр — Єкатериноград (1785—1790), Астрахань (1790—1796), Георгієвськ (1802—1822)
- Казанська (18.12.1708—27.05.1920), центр — Казань
- Каліська (23.02.1837—1844, 1.01.1867—18.03.1921[6]), центр — Каліш
- Калузька (1776—1.10.1929), центр — Калуга
- Камчатська (1920—4.01.1926, до 1922 в складі Далекосхідної республіки), центр — Петропавловськ-на-Камчатці
- Катеринославська (30.03.1783—12.12.1796, 8.10.1802—31.07.1925), центр — Кременчук (1783—1789), Катеринослав (1789—1796, 1802—1925)
- Келецька (1844, 1.01.1867—18.03.1921[6]), центр — Кельці
- Київська (18.12.1708—18.09.1781, 12.12.1796—31.07.1925), центр — Київ
- Ковенська (18.12.1842—12.07.1920[7]), центр — Ковно
- Коливанська (1783—1796), центр — Коливань
- Костромська (6.03.1778—14.1.1929), центр — Кострома
- Краківська (23.02.1837—1844), центр — Кельці
- Кременчуцька (16.05.1920—21.10.1922), центр — Кременчук
- Кубано-Чорноморська (7.12.1920—13.02.1924), центр — Краснодар
- Куопіоська (1811—14.10.1920[4]), центр — Куопіо
- Курляндська (12.12.1796—11.08.1920[8]), центр — Мітава (Єлгава)
- Курська (1779—14.05.1928), центр — Курськ
- Кустанайська (28.05.1921—14.09.1925), центр — Кустанай
- Кутаїська (14.12.1846—25.02.1921), центр — Кутаїс
- Ленінградська (26.01.1924—1.08.1927), центр — Ленінград
- Литовська (6.02.1797—9.09.1801), центр — Вільно
- Ліфляндська (12.12.1796—11.08.1920[8][9]), центр — Рига
- Ломжинська (1.01.1867—18.03.1921[6]), центр — Ломжа
- Львівська (23.08.1914—9.06.1915), центр — Львів
- Люблінська (23.02.1837—18.03.1921[6]), центр — Люблін
- Мазовецька (23.02.1837—1844), центр — Варшава
- Малоросійська (1764—16.09.1781, 12.12.1796—27.02.1802), центр — Глухів (1764—1773), Козелець (1773–1775), Київ (1775—1781), Чернігів (1796—1802)
- Мінська (13.04.1793—3.05.1795, 12.12.1796—18.03.1921[6]), центр — Мінськ
- Миколаївська (8.10.1802—15.05.1803, 16.04.1920—21.10.1922), центр — Миколаїв
- Могильовська (1773—1796, 11.03.1802—11.07.1919, перейменована на Гомельську), центр — Могильов
- Московська (18.12.1708—14.01.1929), центр — Москва
- Мурманська (13.06.1921—1.08.1927), центр — Мурманськ
- Нижньогородська (20.01.1714—1717, 29.05.1719—14.01.1929), центр — Нижній Новгород
- Новгород-Сіверська (1781—1796), центр — Новгород-Сіверський
- Новгородська (29.04.1727—24.08.1776, 12.12.1796—1.08.1927), центр — Новгород
- Новоніколаєвська (13.06.1921—25.05.1925), центр — Новоніколаєвськ (Новосибірськ)
- Новоросійська (24.03.1764—30.03.1783, 12.12.1796—8.10.1802), центр — Єлисаветград (1764—1765), Кременчук (1765—1783), Новоросійськ (1796—1802)
- Нюландська (1811—14.10.1920[4]), центр — Гельсінгфорс
- Одеська (16.4.1920—1.8.1925), центр — Одеса
- Олександрівська (16.04.1920—23.03.1921, перейменована на Запорізьку), центр — Олександрівськ
- Олонецька (28.05.1784—12.12.1796, 9.09.1801—18.09.1922), центр — Петрозаводськ
- Омська (27.08.1919—25.05.1925), центр — Омськ
- Оренбурго-Тургайська (22.09.1920—28.05.1921), центр — Оренбург
- Оренбурзька (15.03.1744—23.12.1781, 12.12.1796—22.09.1920, 28.05.1921—14.05.1928), центр — Оренбург (15.03.1744—23.12.1781, 5.05.1865—22.09.1920, 28.05.1921—14.05.1928), Уфа (12.12.1796—5.05.1865)
- Орловська (5.09.1778—14.05.1928), центр — Орел
- Пензенська (1780—5.03.1797, 9.09.1801—14.05.1928), центр — Пенза
- Перемишльська (9.03.—21.05.1915), центр — Перемишль
- Пермська (12.12.1796—12.11.1923), центр — Перм
- Петроградська (18.08.1914—26.01.1924[9], перейменована на Ленінградську), центр — Петроград
- Петроковська (1867—18.03.1921[6]), центр — Петроков
- Північно-Двінська (24.07.1918—14.01.1929), центр — Великий Устюг
- Підляська (23.02.1837—1844), центр — Седлець
- Плоцька (23.02.1837—18.03.1921[6]), центр — Плоцьк
- Подільська (1.05.1795—31.07.1925), центр — Кам'янець-Подільськ (1795—1914), Вінниця (1914—1925)
- Полоцька (24.08.1776—12.12.1796), центр — Полоцьк
- Полтавська (27.02.1802—31.07.1925), центр — Полтава
- Приамурська (1.01.—1.10.1923), центр — Хабаровськ
- Прибайкальська (1.01.—3.10.1923), центр — Верхнеудинськ
- Приморська (1920—4.01.1926, до 1922 в складі Далекосхідної республіки), центр — Владивосток
- Псковська (28.05.1772—1.08.1927[8][9]), центр — Опочка (1772—1776), Псков (1776—1927)
- Радомська (1844—18.03.1921[6]), центр — Радом
- Ревельська (29.05.1719—12.12.1796, перейменована на Естляндську), центр — Ревель (Таллінн)
- Рибінська (3.02.1921—15.02.1923), центр — Рибінськ
- Ризька (1713—12.12.1796, перейменована на Естляндську), центр — Рига
- Рязанська (24.08.1778—14.01.1929), центр — Рязань
- Самарська (27.12.1850—14.05.1928), центр — Самара
- Сандомирська (23.02.1837—1844), центр — Сандомир
- Санкт-Петербурзька (1710—18.08.1914, перейменована на Петроградську), центр — Санкт-Петербург
- Саратовська (7.11.1780-12.12.1796, 5.03.1797—21.05.1928), центр — Саратов
- Седлецька (1.01.1867—1912), центр — Седлець
- Семипалатинська (26.08.1920—15.08.1928), центр — Семипалатинськ
- Сен-Міхельська (1811—14.10.1920[4]), центр — Санкт-Міхель (Міккелі)
- Сибірська (18.12.1708—19.01.1782), центр — Тобольськ
- Симбірська (15.09.1780—9.05.1924), центр — Симбірськ
- Сирдар'їнська (27.10.1924—15.08.1928, в складі Киргизької АРСР), центр — Чимкент
- Слобідсько-Українська (28.07.1765—25.04.1780, 12.12.1796—5.12.1835, перейменована на Харківську), центр — Харків
- Слонімська (1795—6.02.1797), центр — Слонім
- Смоленська (18.12.1708—28.07.1713, 23.12.1775—14.01.1929), центр — Смоленськ
- Ставропольська (2.05.1847—13.02.1924), центр — Ставрополь
- Сталінградська (10.04.1925—21.05.1928), центр — Сталінград
- Сувалкська (1.01.1867—18.03.1921[6]), центр — Сувалки
- Тавастгуська (1811—14.10.1920[4]), центр — Тавастгус (Гяменлінна)
- Таврійська (8.10.1802—18.10.1921), центр — Сімферополь
- Тамбовська (16.09.1779—14.05.1928), центр — Тамбов
- Тарнопольська (23.08.1914—2.08.1917), центр — Тарнополь
- Тверська (25.11.1775—14.01.1929), центр — Твер
- Терська (20.01.1921—13.02.1924), центр — Георгієвськ
- Тіфліська (14.12.1846—25.02.1921), центр — Тіфліс
- Тобольська (19.01.1782—27.08.1919, перейменована на Тюменську), центр — Тобольськ
- Томська (26.02.1804—25.05.1925), центр — Томськ
- Тульська (19.09.1777—14.01.1929), центр — Тула
- Тургайська (28.05.—8.12.1921), центр — Оренбург
- Тюменська (27.08.1919—12.11.1923), центр — Тюмень
- Улеаборзька (1811—14.10.1920[4]), центр — Улеаборг
- Ульяновська (9.05.1924—14.05.1928), центр — Ульяновськ
- Уральська (14.01.1924—15.08.1928), центр — Уральськ
- Уфимська (5.05.1865—14.06.1922), центр — Уфа
- Фінляндська (1802—1811, перейменована на ВИборзьку), центр — Виборг
- Харківська (5.12.1835—31.07.1925), центр — Харків
- Херсонська (15.05.1803—16.04.1920), центр — Херсон
- Холмська (1912—18.03.1921[6]), центр — Холм
- Царицинська (29.03.1919—10.04.1925, перейменована на Сталінградську), центр — Царицин
- Челябінська (27.08.1919—12.11.1923), центр — Челябінськ
- Череповецька (10.06.1918—1.08.1927), центр — Череповець
- Чернівецька (23.08.1914—2.08.1917), центр — Чернівці
- Чернігівська (16.09.1781—12.12.1796, 27.02.1802—31.07.1925), центр — Чернігів
- Чорноморська (23.05.1896—7.12.1920), центр — Новоросійськ
- Шемахинська (14.12.1846—2.12.1859, перейменована на Бакинську), центр — Шемаха
- Ярославська (12.12.1796—14.01.1929), центр — Ярославль

На правах губерній також існували:
- Адаєвський повіт (Киргизька АРСР, 20.08.1920—19.06.1928)
- Владивостоцьке воєнне губернаторство (Російська імперія, 28.04.1880—9.06.1888), центр — Владивосток
- Місто Владикавказ (РРФСР, 7.07.1924—26.02.1925), центр — Владикавказ
- Місто Грозний з околишніми нафтопромислами (РРФСР, 30.11.1922—13.02.1924), центр — Грозний
- Сунженський козацький округ (РРФСР, 7.07.1924—26.02.1925), центр — Сунжа

## Губернії Фінляндії
До 1997 року у Фінляндії існувало 12 губерній (утворені 1917 року).
1. Аландські острови
2. Васа
3. Гяме
4. Куопіо
5. Кюмі
6. Лапландія (Лаппі)
7. Міккелі
8. Оулу
9. Північна Карелія (Похйойс-Кар'яла)
10. Турку-Порі
11. Усіма
12. Центральна Фінляндія (Кескі-Суомі)

1997 року було утворено 6 губерній (ляні), у дужках зазначені губернії, з яких утворені.
1. Аландські острови (Аландські острови); центр — Маріангаміна (Марієгамн[10])
2. Західна Фінляндія (Васа, Турку-Порі, Центральна Фінляндія і частини Гяме (Пірканма)); центр — Турку (Обу)
3. Лапландія (Лапландія); центр — Рованіємі
4. Оулу (Оулу); центр — Оулу (Улеоборг)
5. Південна Фінляндія (Усіма, Кюмі і частини Гяме); центр — Гяменлінна (Тавастегус)
6. Східна Фінляндія (Куопіо, Північна Карелія і Міккелі); центр — Міккелі (Санкт-Міхель)